# Фетишистський трансвестизм
Фетишистський трансвестизм — психіатричний діагноз, який ставлять чоловікам, які, як вважають, мають надмірний сексуальний або еротичний інтерес до кросдресингу; цей інтерес часто виражається в аутоеротичній поведінці. Це відрізняється від переодягання для розваг чи інших цілей, які не передбачають сексуального збудження. Під назвою трансвеститний розлад воно класифікується як парафілія в DSM-5.

## Oпис
DSM-5 стверджує, що підлітки та дорослі чоловіки з пізнім початком гендерної дисфорії «часто ведуть трансвеститну поведінку зі сексуальним збудженням». Рей Бланшар, клінічний психолог Інституту психіатрії Кларка в Торонто, розглядає фетишистський трансвестизм, що переростає в аутогінефілію, як фактор ризику розвитку гендерної дисфорії.
Відповідно до DSM-IV, цей фетишизм був обмежений гетеросексуальними чоловіками; однак DSM-5 не має цього обмеження і відкриває його для жінок і чоловіків з таким інтересом, незалежно від їхньої сексуальної орієнтації. Однак зазвичай це документується у чоловіків.
Є два ключові критерії, які враховуються, перш ніж поставити психіатричний діагноз «трансвестійний фетишизм»:
1. Особи повинні бути сексуально збуджені актом переодягання.
2. Особи повинні зазнавати значних страждань або погіршень — соціальних чи професійних — через свою поведінку.

## Типи
Деякі чоловіки-фетишисти-трансвестери колекціонують жіночий одяг, наприклад труси, нічні сорочки, дитячі сукні, весільні сукні, спідниці, ліфчики та інші види нічного одягу, спідню білизну, панчохи, колготки, туфлі та чоботи, предмети, що мають виразний жіночий вигляд і відчуття, особливо з шовку, атласу та мережива. Вони можуть одягатися в цей жіночий одяг і фотографувати себе, втілюючи свої фантазії.

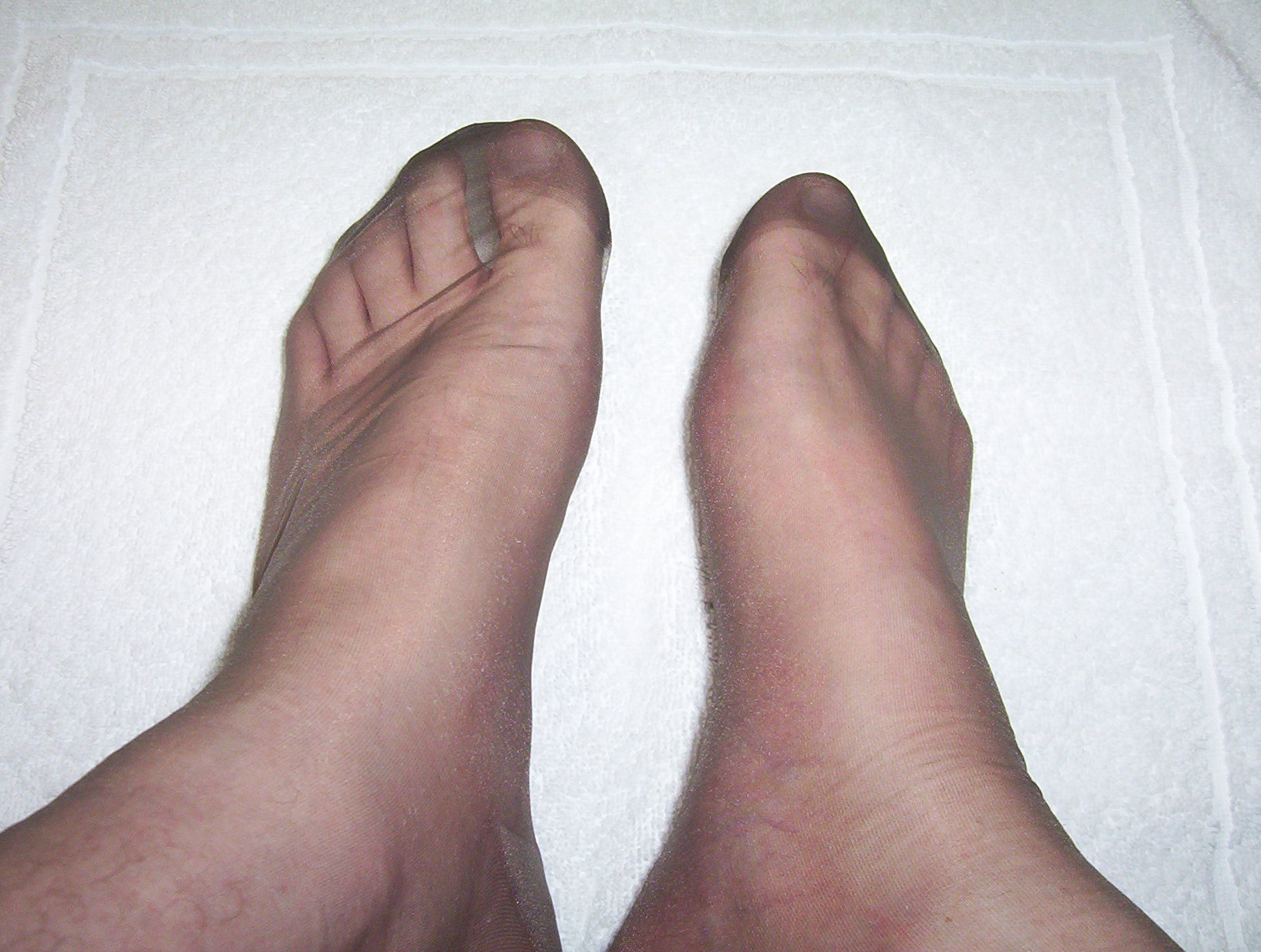
Деякі чоловіки вважають прозору тканину панчіх дуже еротичною
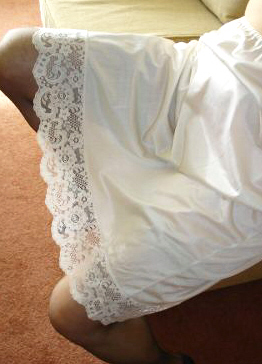
Трансвестійний фетишизм із напівкомбінезоном і панчохами